# Den tredie Magt
Den tredie Magt er en dansk stum spiondramafilm fra 1913 produceret af Nordisk Films Kompagni og instrueret af August Blom efter manuskript af Peter Lykke-Seest.
Filmen havde dansk premiere den 6. januar 1913 i Panoptikon Teatret og blev i tysktalende lande distribueret som Die Dritte Macht, i engelsktalende lande som  The Stolen Treaty og i fransktalende lande som La troisième puissance.

## Handling
En fremmed stat erfarer, at der mellem to stater er indgået en hemmelig traktat. Den fremmede stat sætter en spion til at skaffe en kopi af traktaten. Trods mange opslidende forsøg på at skaffe sig adgang til traktaten lykkes det ikke. Spionen og hans medsammensvorne, den smukke baronesse Montrosa, afsløres, og de dør begge.

## Medvirkende
- Ludvig Müller - Marinekaptajn Brassow
- Christian Schrøder - Stærke Jon
- Robert Dinesen - Grev von Hintz
- Ebba Thomsen - Baronesse Montrosa
- Aage Hertel - Miller, spion
- Otto Lagoni - Danilo, kammertjener
- Axel Boesen - Tjener
- Frederik Jacobsen
- Johannes Ring
- Agnes Lorentzen
- Anton Gambetta Salmson